# Peperomia palauensis
Peperomia palauensis är en pepparväxtart som beskrevs av C. Dc.. Peperomia palauensis ingår i släktet peperomior, och familjen pepparväxter. Utöver nominatformen finns också underarten P. p. occidentalis.